# Curt Bräuer
Dr. Curt Bräuer fue un diplomático alemán. Fue embajador en París en 1939, hasta que empezó la Segunda Guerra Mundial; luego fue enviado a Oslo hasta que Alemania invadió Noruega en 1940.
Bräuer nació en Breslavia, actual Polonia, en aquel momento parte del Imperio alemán. Luchó en la Primera Guerra Mundial; en 1920 inició su carrera en la diplomacia.
Para septiembre de 1939, era embajador alemán en París. Al iniciar la Segunda Guerra Mundial, fue enviado a Oslo, Noruega donde estuvo a cargo de la misión diplomática alemana. La principal misión de Bräuer era asegurar la neutralidad de Noruega, ya que una noruega aliada al Reino Unido cortaría el suministro de mineral de hierro sueco y limitaría aún más las operaciones navales germanas en el mar del Norte.
El incidente del Altmark cambió la política exterior de Hitler hacia Noruega, ya que concluyó acertadamente que los Aliados no respetarían la neutralidad del país nórdico, y que bajo el pretexto de enviar ayuda militar a Finlandia, que estaba siendo invadida por la Unión Soviética, enviarían tropas a Noruega y Suecia. Sin embargo, las preparaciones militares se realizaron bajo un estricto secreto, y Bräuer no sospechó nada hasta que un submarino polaco hundió un transporte militar alemán el 8 de abril, dentro de aguas territoriales noruegas.
El 9 de abril de 1940, Alemania invadió Noruega; Bräuer entregó un ultimátum al gobierno de Oslo que fue rechazado casi de inmediato ya que los noruegos decidieron pelear. Posteriormente, en la tarde del 10 de abril, Bräuer se reunió con el Rey noruego Haakon VII, quien había escapado al pueblo de Elverum, en las montañas cerca de Suecia. Además de la capitulación, Bräuer solicitó el nombramiento de Vidkun Quisling como primer ministro de Noruega, pero ambas demandas fueron rechazadas poco después. Personalmente, Bräuer desconfiaba de Quisling y le comunicó a su superior, Joachim von Ribbentrop, que el político noruego era "incompetente".
Después de que dos demandas de rendición más fueran rechazadas, Bräuer solicitó una segunda reunión con el Rey en un punto intermedio entre Oslo y Elverum. Aparentemente, de acuerdo a documentos encontrados después de la guerra, los alemanes pensaban capturar al Rey noruego en dicha reunión. Cuando el Rey se negó a ir, los alemanes respondieron bombardeando Elverum, pero el gobierno noruego logró escapar antes de que se iniciase el bombardeo.
Los jerarcas nazis quedaron descontentos con el papel de Bräuer, el 17 de abril lo retiraron del servicio diplomático y lo enviaron al frente militar como un soldado raso. Posteriormente fue hecho prisionero de guerra por los soviéticos y pasó nueve años en un campo de prisioneros.